# 거제시의 지질

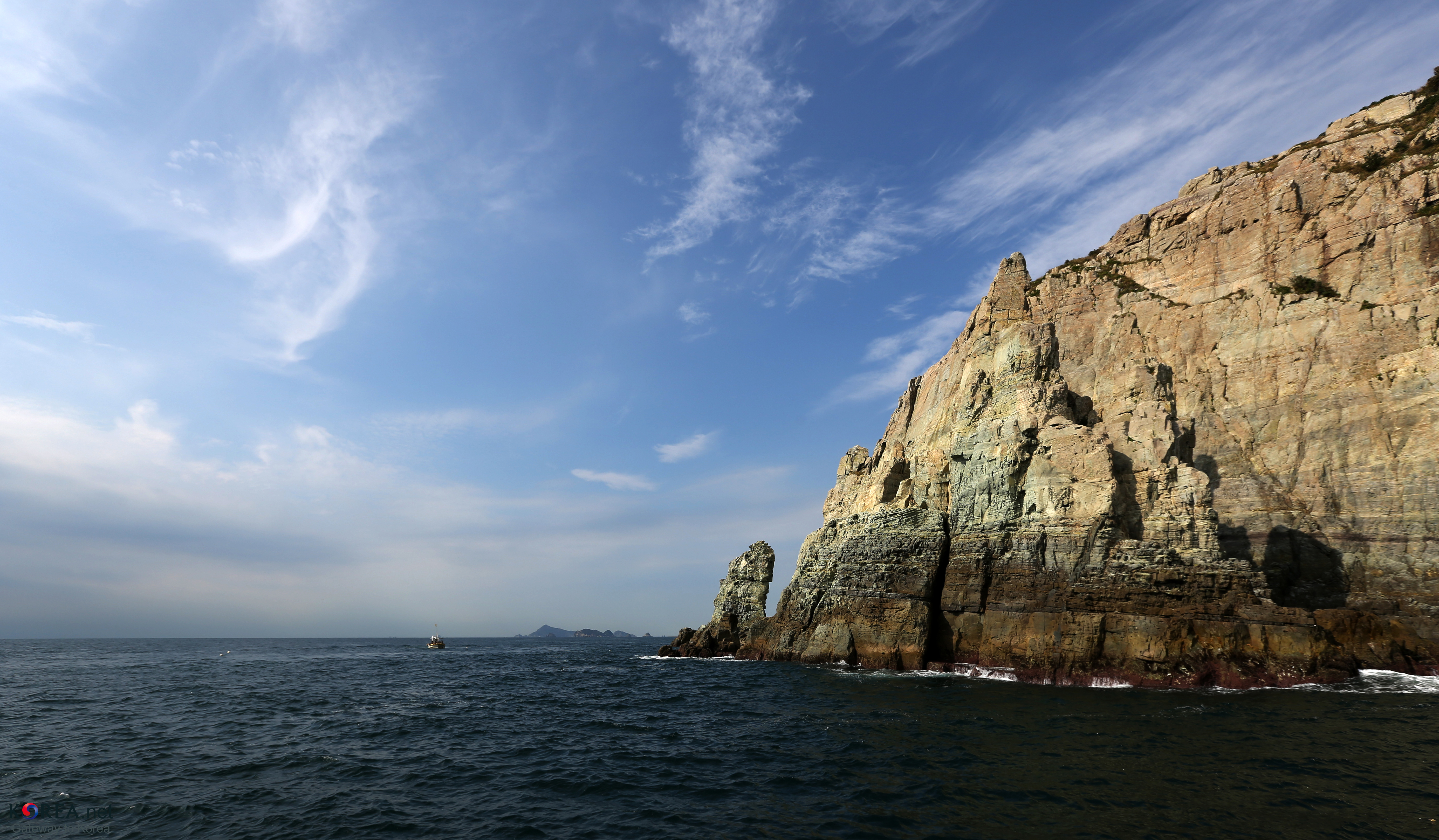
거제 해금강

본 문서에서는 대한민국 경상남도 거제시의 지질과 거제 해금강, 거제 신선대와 같은 지질유산에 대해 설명한다. 

## 개요
거제시는 지체 구조상 경상 분지에 속하며 전 지역의 지질이 경상 누층군과 불국사 화강암으로 구성된다. 거제시의 경상 누층군은 퇴적암 지층 성포리층과 장목리층 그리고 화산암인 안산암질암과 안산암질 각력암이 있으며 이들을 관입한 불국사 화강암류가 있다. 거제시의 퇴적암 지층인 성포리층과 장목리층(진동층)에는 특징적으로 연흔과 건열 구조가 많이 발달한다.  1:5만 지질도폭 상으로, 
- 진해 지질도폭(2021) 남동부 (하청면 대곡리, 장목면 북부)[2]
- 충무 지질도폭(1983) 동단 (사등면 오량리, 덕호리, 둔덕면 학산리, 술역리)
- 거제·율포 지질도폭(1980) 전역[3]

에 해당한다.

## 경상 누층군퇴적암
거제시의 경상 누층군 퇴적암은 진동층에 대비되는 장목리층과 성포리층이 있다.

### 장목리층(진동층)과거제 해금강
[[Korea-Geoje-Oedo 4078-06.JPG|섬네일|350px|외도의 장목리층 절벽 ]]
장목리층(Jangmokri Formation, 長木里層)은 거제도의 동쪽 해안을 따라 분포하는 퇴적암 지층이며 거제시에 분포하는 경상 누층군 중 최하부의 지층이다. 지층의 이름은 거제시 장목면 장목리에서 이름이 유래되었다. 
장목리층은 암상에 의하여 하부(180~ m)와 상부(210~ m)로 구분된다. 하부는 암/황갈색 역암, 응회질사암, 회백색 사암, 암회색/흑색 셰일의 호층으로 구성되며 상부로 가면서 사암과 역암의 양은 적어진다. 연초면 명동리 부근에서는 장목리층의 최하부로 추정되는 역암층이 안산암질각력암과의 접촉부에 따라 약 30 m의 두께를 갖고 분포하나 연속성이 없다. 이 역암 중에는 원마도가 비교적 양호한 화산암의 역을 함유하고 있어 안산암질각력암과 식별이 어려우나 역암층에는 희미한 층리와 사층리가 남아 있다. 응회질사암과 실트스톤은 주로 하부에 많이 협재한다. 상부층은 암녹색/흑색 셰일과 황갈색 사암의 호층으로 구성된다. 셰일은 흔히 담수성 석회암과 호층을 이루기도 한다. 담수성 석회암은 두께가 30 cm에 달하는 곳도 있다. 이들은 흔히 화강암과의 접촉대에서 혼펠스로 변질되었다. 혼펠스는 원암에 비하여 더 검은색인데 이는 원암의 니질물 중에 함유되어 있는 미세한 적철석이 열변성에 의하여 자철석으로 교대된 데 기인된 것으로 사료된다. 혼펠스화된 암석에서도 담수성 석회질 부분은 담색을 띄워 층리의 발달을 더욱 현저하게 한다.
이용일과 전홍조(1991)는 장목리층의 점이층리, 연흔, 생물흔적, 층리의 양호한 횡적 연장성으로 보아 장목리층을 호수와 그 주변부 환경에서 퇴적된 지층으로 추정했다. 장목리층의 사암은 알코스사암(Arkose; 장석질사암)으로 분류되며 방해석과 녹니석이 주된 교질물이다. 또한 속성 작용으로 사장석의 알바이트화 작용(Albitization)이 일어났다.
진해 지질도폭(2021)에서는 거제도 최북단의 장목리층이 경상 누층군 진동층에 해당한다고 보았고 지질도에도 진동층이라고 기재하였다. 창원시 진동면 등지에 분포하는 진동층은 해수면 아래로 연결되어 거제도와 칠천도 북부까지 분포한다. 진해 지질도폭에 의하면 진동층은 암회색/회색 셰일과 사암이 우세하며 상부에 응회암 내지 응회질사암(U-Pb: 98~99 Ma), 화산역암을 협재한다. 셰일은 층리가 잘 발달하고 회색 세립사암과 교호한다. 사암은 세립~조립이며 흔히 점이 층리를 나타내고 연흔이 발달한다. 거제도 북부에서 진동층의 주향은 북동 50~북서 15°, 경사는 서쪽으로 8~40°으로 다양한다.
거제시 장목면 송진포리 남부 해안, W181 카페(도로명주소: 장목면 거제북로 2707) 남동쪽 해안에는 아래 사진과 같이 장목리층의 노두가 대규모로 드러나 있으며 특히 연흔 구조가 다수 발달한다. 
거제시 장목면 송진포리 남부 해안의 장목리층
- 북위 34° 59′ 50.5″ 동경 128° 41′ 46.2″ / 북위 34.997361°  동경 128.696167°
- 북위 34° 59′ 50.5″ 동경 128° 41′ 46.9″ / 북위 34.997361°  동경 128.696361°
- 선명한 연흔 구조
북위 34° 59′ 51.6″ 동경 128° 41′ 48.2″ / 북위 34.997667°  동경 128.696722°
- 선명한 연흔 구조
북위 34° 59′ 51.0″ 동경 128° 41′ 50.2″ / 북위 34.997500°  동경 128.697278°
- 해안노두 전경
북위 34° 59′ 50.8″ 동경 128° 41′ 50.3″ / 북위 34.997444°  동경 128.697306°
- 선명한 연흔 구조
북위 34° 59′ 50.5″ 동경 128° 41′ 50.4″ / 북위 34.997361°  동경 128.697333°
- 북위 34° 59′ 50.3″ 동경 128° 41′ 50.4″ / 북위 34.997306°  동경 128.697333°
- 선명한 연흔 구조
북위 34° 59′ 50.7″ 동경 128° 41′ 50.7″ / 북위 34.997417°  동경 128.697417°
- 북위 34° 59′ 50.8″ 동경 128° 41′ 50.0″ / 북위 34.997444°  동경 128.697222°
- 북위 34° 59′ 51.0″ 동경 128° 41′ 49.4″ / 북위 34.997500°  동경 128.697056°
- 북위 34° 59′ 51.0″ 동경 128° 41′ 50.9″ / 북위 34.997500°  동경 128.697472°

거제 해금강(巨濟 海金剛, 영어: Haegeumgang Islets, Geoje)은 거제시 남부면, 한려해상국립공원에 있는 명승이다. 해금강은 장목리층으로 구성된 세 개의 큰 바위섬이 서로 맞닿은 섬으로, 십자동굴 등이 발달한다.
거제 해금강의 장목리층
- 파일:KOCIS Korea Haegeumgang 08 (10011623386).jpg
- 파일:KOCIS Korea Haegeumgang 10 (10011623386).jpg

### 성포리층과거제 신선대

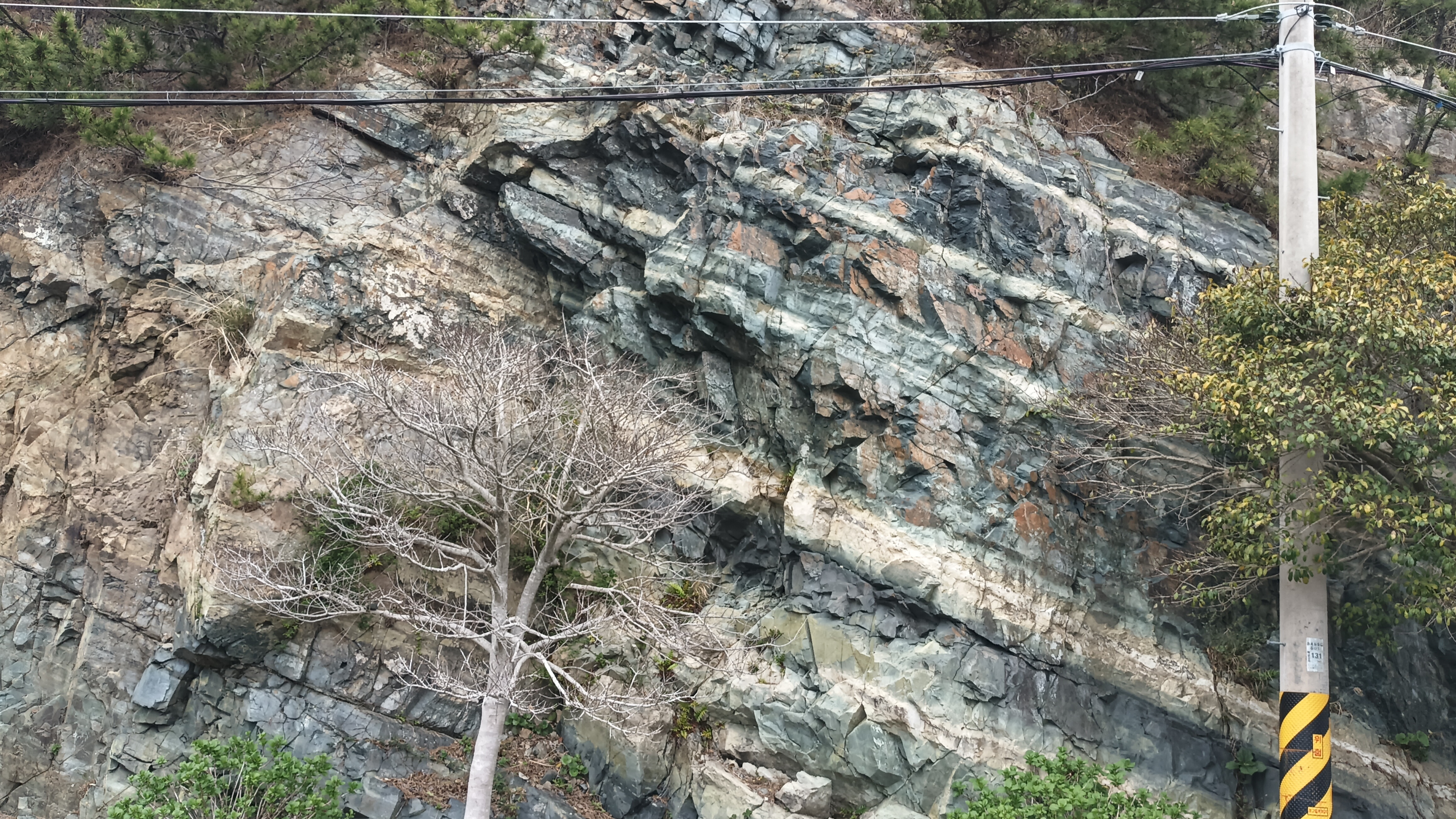
거제시 장목면 갈곶리 해금강로 도로변에 드러난 성포리층

성포리층(Seongpori formation, 城浦里層)은 대한민국 경상 분지 남부 거제시에 분포하는 경상 누층군의 퇴적암 지층이다. 이 지층은 거제시 사등면 성포리에서 이름이 유래되었으며 특히 거제 신선대 해안에 성포리층이 대규모로 드러나 있어 이곳에서 성포리층을 자세히 관찰할 수 있다. 
거제-율포 지질도폭(1980)에 의하면 성포리층의 하부는 흑색 셰일, 녹회색/암회색 셰일과 회백색/황갈색 사암의 호층으로 구성되고 곳에 따라 불연속적인 역암을 협재하기도 한다. 흑색 내지 암회색 셰일에는 엽층의 담수성 석회암이 협재되어 현저한 층리를 나타낸다. 석회암의 두께는 25 cm에 달하는 곳도 있다. 이러한 암상의 특징으로 보아 성포리층의 하부는 경상 누층군 반야월층의 중부에 대비되는 것으로 추정된다. 성포리층의 중상부는 층리가 매우 빈약하고 혼펠스로 변질된 정도가 높다. 대체로 흑색 내지 녹흑색을 띠며 응회질 혼펠스가 많이 협재된 것으로 보아 성포리층의 중상부는 반야월층의 상부 내지 자인층의 하부에 대비되는 것으로 추정된다.
성포리층은 거제시 하청면 유계리, 석포리, 덕곡리, 솔병산(437.4 m)과 앵산(513 m), 연초면 한내리 동부와 오비리 서부, 장평동, 사등면 사등리와 성포리 해안가, 청곡리 일부 지역과 연초면 죽토리-수월동-옥포동-아주동-양정동-문동동 경계 지역, 북병산(471.8 m)과 동부면 구천리, 산양리, 부춘리 남동부, 학동리, 남부면 갈곶리 중부와 다포리 서부, 저구리 지역에 분포한다.
성포리층의 혼펠스화는 주변의 화강암류의 영향보다 지층 내에 발달한 단열을 따라 마그마가 주입된 암맥군의 영향이 더 큰 것으로 판단된다. 성포리층 내 3개 층준에는 혼펠스화 되지 않은 퇴적암이 보존되어 있으며 새발자국 화석과 연질변형퇴적구조(soft-sediment defomation structure, SDSS)가 발달한다. 성포리층은 육지상인 고성, 창원 등지의 경상 누층군과 격리되어 있어 명확한 대비가 어려우나 하양층군 함안층 상부에 대비될 것으로 추정된다.
거제 신선대 해안에는 녹회색 사암과 적자색 이암으로 구성된 성포리층 상에 익룡 발자국의 화석과 새발자국, 드물게 용각류의 공룡 발자국 화석이 산출된다. 또한 매우 선명하고 교과서적인 연흔, 건열 퇴적 구조와 퇴적동시성 연질퇴적변형구조(SSDS)가 특징적으로 나타난다. 거제시 남부면 해금강로 110 오른쪽에 주차장이 있고 거제 신선대로 이어지는 나무데크길이 있다. 이 길을 따라 250 m 전진하면 성포리층으로 구성된 거대한 암반이 나타난다. 바다에 인접한 절벽이기 때문에 추락에 주의하여야 한다. 
거제 신선대와 신선대 북서쪽 파식대에서는 공룡 및 새발자국 화석, 해식애, 파식대, 해식동굴, 건열, 연흔, 단층, 타포니 등 다양한 지형 및 지질 유산이 밀집되어 있다. 성포리층 지층 내에는 여러 방향의 절리가 발달하고 있어 층리와 절리가 서로 교호하며, 적색의 이암층에서 반복적으로 선명한 연흔과 건열이 출현한다. 특히 건열이 지표에 노출된 후 이암이 먼저 침식되어 날아가고 균열 구조를 메웠던 사질 암상이 잔존하여 마치 와플 과자와 같은 다각형 돌출 구조를 보이게 되었다. 북서쪽 파식대의 성포리층에는 조각류와 용각류 및 익룡의 발자국 화석이 발달하나 침식과 풍화로 인해 식별하기 힘들다. 신재열 외(2022)는 거제 신선대의 지질과 해안지형 경관을 조사하고 갈곶 지오트레일 개발을 제안하였다.
거제 신선대 (사진의 자는 30 cm 길이)
- 거제 신선대 입구의 안내 표지판
- 신선대로 이어지는 나무데크길
북위 34° 44′ 21.0″ 동경 128° 39′ 45.2″ / 북위 34.739167°  동경 128.662556°
- 추락주의 표지판과 절벽
북위 34° 44′ 16.5″ 동경 128° 39′ 45.6″ / 북위 34.737917°  동경 128.662667°
- 안산암질 암맥
북위 34° 44′ 16.7″ 동경 128° 39′ 45.7″ / 북위 34.737972°  동경 128.662694°
- 미세 연흔 구조
북위 34° 44′ 17.0″ 동경 128° 39′ 45.7″ / 북위 34.738056°  동경 128.662694°
- 퇴적암을 관입한 암맥
북위 34° 44′ 16.9″ 동경 128° 39′ 45.6″ / 북위 34.738028°  동경 128.662667°
- 북위 34° 44′ 16.9″ 동경 128° 39′ 45.7″ / 북위 34.738028°  동경 128.662694°
- 북위 34° 44′ 16.9″ 동경 128° 39′ 45.7″ / 북위 34.738028°  동경 128.662694°
- 북위 34° 44′ 16.7″ 동경 128° 39′ 46.1″ / 북위 34.737972°  동경 128.662806°
- 암맥 구조
북위 34° 44′ 16.9″ 동경 128° 39′ 46.5″ / 북위 34.738028°  동경 128.662917°
- 건열 구조
북위 34° 44′ 17.0″ 동경 128° 39′ 46.5″ / 북위 34.738056°  동경 128.662917°
- 북위 34° 44′ 17.0″ 동경 128° 39′ 46.9″ / 북위 34.738056°  동경 128.663028°
- 북위 34° 44′ 18.6″ 동경 128° 39′ 45.9″ / 북위 34.738500°  동경 128.662750°
- 절리 구조
북위 34° 44′ 17.4″ 동경 128° 39′ 47.5″ / 북위 34.738167°  동경 128.663194°
- 연흔 구조
북위 34° 44′ 17.4″ 동경 128° 39′ 47.4″ / 북위 34.738167°  동경 128.663167°
- 북위 34° 44′ 23.4″ 동경 128° 39′ 40.3″ / 북위 34.739833°  동경 128.661194°
- 넓은 층리면과 층리
북위 34° 44′ 17.1″ 동경 128° 39′ 47.1″ / 북위 34.738083°  동경 128.663083°
- 선명한 연흔 구조
북위 34° 44′ 17.9″ 동경 128° 39′ 46.2″ / 북위 34.738306°  동경 128.662833°
- 바위 위 건물은 파라다이스 별장마을펜션(거제시 남부면 해금강로 98-5)
북위 34° 44′ 17.5″ 동경 128° 39′ 46.0″ / 북위 34.738194°  동경 128.662778°
- 북위 34° 44′ 20.9″ 동경 128° 39′ 42.3″ / 북위 34.739139°  동경 128.661750°
- 자색층과 회색층의 교호
북위 34° 44′ 20.9″ 동경 128° 39′ 42.1″ / 북위 34.739139°  동경 128.661694°
- 선명한 건열 구조
북위 34° 44′ 21.4″ 동경 128° 39′ 46.7″ / 북위 34.739278°  동경 128.662972°
- 자색층과 회색층의 교호
북위 34° 44′ 21.2″ 동경 128° 39′ 41.4″ / 북위 34.739222°  동경 128.661500°
- 규모가 큰 건열구조로 쪼개진 빈틈을 채운 사질 부분이 풍화에 강해 마치 와플 과자와 같이 위로 돌출되어 있다.
북위 34° 44′ 23.3″ 동경 128° 39′ 39.3″ / 북위 34.739806°  동경 128.660917°
- 북위 34° 44′ 20.8″ 동경 128° 39′ 40.6″ / 북위 34.739111°  동경 128.661278°
- 북위 34° 44′ 22.3″ 동경 128° 39′ 47.4″ / 북위 34.739528°  동경 128.663167°
- 북위 34° 44′ 21.1″ 동경 128° 39′ 40.3″ / 북위 34.739194°  동경 128.661194°
- 북위 34° 44′ 21.7″ 동경 128° 39′ 46.5″ / 북위 34.739361°  동경 128.662917°
- 연흔과 건열이 동시에 나타난다.
북위 34° 44′ 22.0″ 동경 128° 39′ 42.1″ / 북위 34.739444°  동경 128.661694°
- 북위 34° 44′ 21.2″ 동경 128° 39′ 39.2″ / 북위 34.739222°  동경 128.660889°
- 북위 34° 44′ 21.8″ 동경 128° 39′ 47.3″ / 북위 34.739389°  동경 128.663139°
- 연흔과 건열이 동일 층준에서 나타난다. 연흔이 먼저 생성된 후 건열이 생긴 것으로 추정된다.
북위 34° 44′ 21.9″ 동경 128° 39′ 42.0″ / 북위 34.739417°  동경 128.661667°
- 연흔과 건열이 동시에 나타난다.
북위 34° 44′ 21.9″ 동경 128° 39′ 41.9″ / 북위 34.739417°  동경 128.661639°
- 연흔과 건열이 동시에 나타난다.
북위 34° 44′ 21.9″ 동경 128° 39′ 41.9″ / 북위 34.739417°  동경 128.661639°
- 층리면 전반에 걸쳐 연흔이 나타난다.
북위 34° 44′ 22.0″ 동경 128° 39′ 41.6″ / 북위 34.739444°  동경 128.661556°
- 최정남·강연정 부부간첩 사건 안내판 뒤로 드러난 성포리층, 거제시 남부면 갈곶리

거제 바람의 언덕

### 청곡리 공룡 및 새발자국 화석산지
거제시 사등면 청곡리에서 국내 최초의 스테고사우루스(Stegosaurus) 공룡 발자국이 발견되었다. 해당 지역의 해안에는 성포리층이 분포한다. 이와 함께 백악기의 목 긴 초식공룡(용각류), 육식공룡, 하드로사우르스류 등의 공룡 발자국과 9개 화석층에서 공룡 피부 인상 화석 11점이 확인되었다.

## 경상 누층군화산암

### 안산암질암
안산암질암(Kan; Andesite)은 안산암 종류의 암석으로 광물조성과 조직에 의하여 치밀안산암질암, 반상안산암질암, 안산반암, 함각력안산암질암 등으로 분류된다. 안산암질암은 침식에 대한 저항력이 강해 아주동 남동부 옥녀봉과 시내동지구 남서부 계룡산~선자산 산릉에 따라 소규모로 분포한다. 본 암석은 경상 분지 내 주산안산암질암 내지 채약산 반암에 대비되는 것으로 추정된다.

### 안산암질 각력암
안산암질 각력암(Kanb; andesitic breccia)은 거제도 내에서 가장 넓은 분포를 보여주는 암석이다. 연초면과 하청면 대부분과 동부면 효자산 일원, 가배만과 율포만 일대에 분포한다. 많은 곳에서 성포리층 및 장목리층을 관입하였으나 응회암층을 많이 협재하고 유상구조들이 발견되어 분출 가능성도 있다. 암록색 내지 녹회색 또는 (암)적갈색을 띠는 안산암질 각력암은 지세포 화강암을 비롯하여 거제 화강암, 섬록암, 섬록반암, 반암류 등에 의하여 관입당했다.

### 거제 안산암
진해 지질도폭(2021)에서는 거제시 하청면 대곡리, 칠천도 북부와 황덕도에 분포하는 안산암을 거제 안산암(Kja; Geoje Andesite)으로 명명하였다. 이 안산암은 진동층을 덮으며 거제 지질도폭(1980)에서 정의된 안산암질 각력암 밑에 놓이는 것으로 추정된다. 암석의 두께는 칠천도에서 최대 100 m이다. 거제 안산암은 대부분 괴상의 용암층으로 구성되고 황덕도 동쪽 해변에서 녹회색~청회색 각력암이 나타난다.

## 불국사 화강암

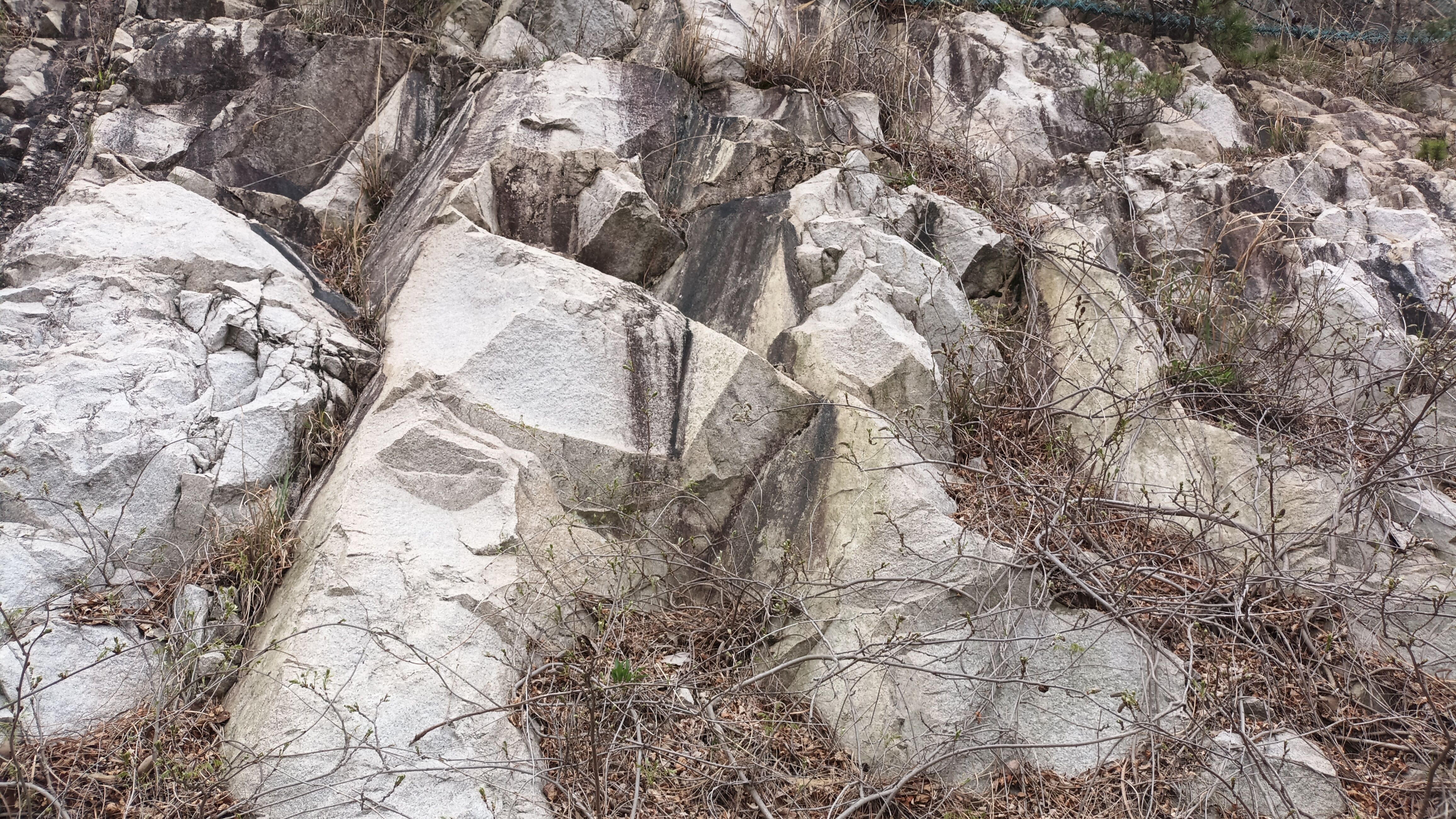
거제 화강암, 거제시 남부면 저구리 지방도 제1018호선 도로변

거제시에는 백악기 후기의 화성활동을 형성된 화강암류들이 광범위하게 분포한다. 조태진과 김혁진(1995)은 거제 지역 화강암의 공학적 특성을 조사하고 거제도 남단의 화강암체는 비록 균열대가 존재하지만 암반 상태가 상당히 양호해 한일 해저 터널과 같은 대규모 지하시설도 용이하게 건설될 수 있을 것이라 기대하였다. 논문이 작성된 1995년은 한일 해저 터널이 논의되던 시기로 해당 논문에서도 "한일 해저터널 계획상 터널 입구부가 거제지역에 설정될 예정이다"라고 기술되어 있다.

### 거제 화강암
거제 화강암은 거제도 서부에 저반상으로 넓게 분포한다. 지세포 화강암과 직접 접촉하는 곳이 없으나 동일 마그마에서 기원한 암석으로 추정된다. 지역적으로 암질이 달라 흑운모 화강암, 각섬석 화강암, 석영몬조나이트, 미문상 화강암, 화강반암 등으로 구분된다.

### 지세포 화강암
지세포 화강암(知世浦 花崗巖)은 거제도 장목면 시방리, 외포리, 덕포동, 능포동, 일운면의 동부 해안에 분포하며 거제 화강암과 달리 분포지 전반에 걸쳐 암질이 균질하다. 장승포 부근에서는 장승포 단층에 의해 안산암질 각력암과 단층으로 접하고 있다.

## 한일 해저 터널
1980년대부터 일본의 연구 단체가 한일 해저 터널의 가능 경로를 심층적으로 연구하기 시작했다. 1988년에 일본의 연구진이 대한민국의 기업을 통해 거제도 인근 해역의 지질조사를 의뢰했다.

## 제4기지층
거제시 장목면 관포리 해안에는 제4기 미고결 퇴적층이 해안 석축 위에 4 m 정도 노출되어 있다. 이진영 외(2013)의 조사 결과 이 퇴적층은 상부 역질점토층, 중간 유기물 점토층 그리고 하부 각력퇴적층으로 구분되며, 퇴적시기는 4380 cal yr BP부터 140 cal yr BP 사이로 측정되었다.

## 단층
거제시 육지에는 대규모 단층은 없고 소규모 단층만 있다. 거제시 동쪽 앞바다 해저에는 양산 단층이 지나간다.

### 장승포 단층
장승포(長承浦) 단층은 거제시 능포동에서 장승포동을 지나 일운면 지세포리로 이어지는 북동 20° 주향의 단층으로 단층이 지나는 곳은 계곡을 형성하거나 반도의 목으로서 지형적 특색을 이룬다.

### 명동리 단층
명동리 단층은 거제시 연초면 명동리에서 덕포동으로 이어지는 남-북~북서 10° 주향의 단층으로 명동리에서 단층파쇄대의 폭은 70~80 m에 달하며 단층을 따라 산성암맥이 관입하고 있다. 제석산 북쪽에서는 발견되지 않으나 더 북쪽인 장목리에서 지세포 화강암과 장목리층이 단층 접촉일 가능성이 커 명동리 단층은 북쪽으로 더 이어지리라 예상된다.

### 저구리 단층
저구리 단층은 거제시 남부면 탑포리에서 저구리를 지나 다포리로 이어지는 북서 10° 주향의 단층이다.

### 양산 단층
김한준 외(2016)은 고분해능 지진파 반사법(high-resolution single-channel seismic reflection profiles)으로 거제시 동쪽 앞바다에서 양산 단층의 연장부를 발견하고 층서적 지시자를 이용해 제4기 활동을 확인하였다. 탄성파 프로파일은 북북동 주향의 단층계가 제4기 층서를 변위시킨 주 단층과 부차 단층들의 집합체임을 나타내며 탄성파 프로파일의 층서학적 분석은 연안의 단층이 제4기에 반복적으로 활동했음을 나타낸다.

## 광산과 지하자원
아래는 거제시에 위치한 광산의 목록이다. 거제 지역의 금-은 광상들은 후기 백악기 안산암류와 화강섬록암 내의 열극을 충진한 함(含)금-은 열수맥상(熱水脈狀) 광체로 구성된다. 열수 광화작용은 구조운동에 의하여 시기적으로 3회에 걸쳐 진행되었다.

### 거제 동아광산
거제 동아광산은 거제시 하청면 덕곡리에 위치한 광산이다. 이 광산은 개발 초기에 천마산의 주 능선을 따라 발달한 노두에서 상당량의 금(10.5 kg)을 생산한 기록이 있으나 1976년 이후 금의 품위는 떨어지고 구리의 품위가 높아져 갔다. 1976년부터 1984년까지 총 연장 2,000 m 이상의 갱도를 굴진하였으며 주 운반로인 천수갱과 상1갱, 하1갱이 개설되었다. 1982년에 일 100톤 규모의 선광장을 건설하고 주로 구리를 추출하다가 국제시세 하락과 갱내 품위 저하로 1985년 휴광하였다. 광산의 지질은 밑에서부터 하부 안산암질각력암과 응회질흑색 셰일, 상부 응회질사암과 이들을 관입한 암맥으로 구성된다. 거제-율포 지질도폭(1980)에 의하면 광산 주변에 성포리층이 분포하나 김찬종과 박희인(1984)은 광산 부근의 셰일층이 층서면에서 성포리층과 상이하다고 보았다. 하부 안산암질각력암은 안산암질각력암과 라필리 응회암으로 구성되며 대체로 북서 18°의 주향에 남서로 17°경사하고 육지상에서 관찰된 두께는 80 m 이상이다. 응회질흑색 셰일은 층리가 양호하고 연흔이 발달하며 두께는 30~50 m이다. 암석의 기질은 응회질이나 심한 녹니석화작용을 받았으며 퇴적 기원의 석영립을 함유한다. 상부 응회질사암은 역질-응회질사암과 응회각력암으로 양분된다. 두께 20 m의 역질-응회질사암은 박층(30 cm)의 역암을 협재하며 역은 안산암과 편마암으로 구성된다. 응회각력암은 층리가 거의 없는 괴상이고 대체로 녹회색, 암녹색을 띤다. 안산암맥은 두께 30~60 m에 북동 10°의 주향과 거의 수직의 경사로 전술한 암석을 모두 관입한다.
광산은 맥상의 금, 은, 동 광상으로 주향 북동 20~25°, 경사 북동 80°의 2개 광맥이 평행하게 발달하며 덕곡리 천마산(151.3 m)을 중심으로 80 m 연장으로 발달하고 칠천도의 화전산(164.2 m)으로 계속 이어진다. 이 광산의 광석광물은 황철석, 경철석(鏡鐵石), 황동석, 자철석, 섬아연석, 방연석, 호박금, 자연 구리 등이다. 거제본맥은 고품위의 구리를 함유하며 응회질사암과 셰일을 관입한 안산암맥을 따라 발달한 암맥으로 광맥의 폭은 0.5~2 m이고 흑색 셰일 내에서 80 m까지 연장된다. 금맥은 거제본맥에서 동측으로 30 m 떨어져 있으며 상1갱 남측에 발달한 파쇄대 내에 황철석을 주로 하는 부광대를 형성한다.
2005년 동아광산 주변의 환경을 조사한 결과 토양과 하상퇴적물, 자연수가 오염된 것으로 드러났다. 토양 내 중금속의 최고 함량은 비소 4.0 mg/kg, 카드뮴 9.7 mg/kg, 구리 386 mg/kg, 납 108 mg/kg 및 아연 533 mg/kg이며 하상퇴적물내 중금속의 최고 함량은 비소 1.0 mg/kg, 카드뮴 15.2 mg/kg, 구리 1200 mg/kg, 납 27 mg/kg, 아연 653 mg/kg이다.

### 거제 동광상
거제 동광산은 거제시 동부면 명진리 부근에 소재하며 안산암질암이 심하게 규화 작용을 받아 경철석(鏡鐵石)과 유화광물이 있다. 이들을 채굴한 작은 갱도가 있으며 시료 분석 결과 금 17 g/t, 은 20 g/t, 구리 1.35%이다.

### 덕곡광산
덕곡광산은 거제시 하청면 덕곡리 천마산에 소재하며 일제 강점기에 채광하였으나 현재는 흔적만 남아 있다. 광상은 안산암질암을 모암으로 하여 북동 77° 방향의 석영맥에 배태되며 주로 황철석이 수반된다.

### 장안광산
장안광산은 거제시 하청면 칠천도 장안에 소재하며 안산암질암에 발달한 열수 광상으로 추정된다. 광맥은 석영을 주로 하고 녹렴석, 황동석과 소량의 황철석으로 구성된다. 주로 구리를 가행했으나 실적은 빈약하다.

### 중봉산 철광산
거제시 장목면 대금리 중봉산(281.5 m)에 위치한 광산으로 장목리층이 지세포 화강암의 관입에 의해 심하게 혼펠스화되었고 혼펠스 내에 광상이 배태된다. 자철석은 대개 혼펠스 중에 산재되어 있으며 자철석의 함량은 최대 10~15%로 변질도가 높을수록 함량이 높다.

### 불곡광산
거제시 연초면 다공리 불곡마을에 위치한 금, 은, 연, 아연광산으로 석영맥석에 방연석, 섬아연석, 황철석이 수반된 것으로 보아 안산암질암의 열극을 충전한 열수 광상으로 볼 수 있다. 광업진흥공사 자료에 의하면 본 광산은 안산암 내 단층파쇄대를 충전한 석영맥에 자연 은, 농홍은석, 방연석, 황철석, 황동석, 섬아연석 등의 광석광물이 수반된 열수 광상이며 광체는 주향 북서 60°, 경사 남서 75~80°의 단일맥이다. 1968년의 시료 분석 결과는 금 0~3.4 g/t, 은 3623 g/t, 납 5.49%, 아연 3.75~23.21%, 구리 0.51~0.84%이다.

### 거제 8호광산
거제시 능포동에 위치하며 철광상으로 채굴했으나 생산 실적은 없다. 광상은 안산암 내에 산재된 자철석이 지세포 화강암 관입 시에 재농집되어 부분적으로 부화된 것으로 보인다.

## 같이 보기
- 한국의 지질
- 경상 누층군 성포리층
- 거제 신선대
- 거제 해금강
- 한일 해저 터널
- 거제시